# Irie Toshikazu
Toshikazu Irie (sinh ngày 11 tháng 11 năm 1984) là một cầu thủ bóng đá người Nhật Bản.

## Sự nghiệp câu lạc bộ
Toshikazu Irie đã từng chơi cho Tochigi SC.